# Castrul roman Stenarum
Castrul roman Stenarum este situat pe întinsul "Platou Podmoale", pe malul stâng al râului Târnava Mare, pe teritoriul municipiului Sighișoara, județul Mureș.

## Istoric
Cercetări de la mijlocul secolului al XIX-lea au dus la descoperirea unor cărămizi cu ștampila Legiunii a XIII-a Gemina, a unor fibule de bronz, ace de păr, ace de cusut din os, inele de aur cu filigran, opaițe romane, pietre funerare și a 26 de monede emise între anii 108-248.